# Spree-Lady
Die Spree-Lady war ein deutsches Fahrgastschiff.

## Geschichte
Das Schiff wurde 1966 auf der Lux-Werft in Mondorf gebaut. Es wurde auf den Namen Goethe getauft und gehörte zunächst zur Flotte des Unternehmens „Hans Henneberger Personenschiffahrt“ in Miltenberg. Laut Günter Benja durfte die Goethe im Jahr 1975 noch 200 Personen befördern; weitere Daten gibt Benja zu diesem Schiff nicht an. Henneberger betrieb damals laut Benja noch zwei weitere Schiffe namens Mozart und Schiller. Laut einer Auflistung der Wasser- und Schifffahrtsdirektion Würzburg war die Schiller aber schon 1974 nicht mehr bei Henneberger im Einsatz.
Laut Dieter Schubert wechselte das Schiff schon 1970 seinen Namen und seinen Besitzer, was weder mit den Angaben bei Benja noch mit der Auflistung der Wasser- und Schifffahrtsdirektion übereinstimmt: Schubert schreibt, das Schiff habe nur bis 1970 den Namen Goethe getragen und sei danach als Gräfin Lauretta (andere Quellen schreiben den Namen „Loreta“ oder „Loretta“, auch Dieter und Helga Schubert entschieden sich im Jahr 2007 für diese Schreibweise) für Urmetzer und Zimmermann aus Köln und Traben-Trarbach auf Rhein und Mosel unterwegs gewesen. In diese Zeit sei auch ein Umbau gefallen, der 1974 auf der Lux-Werft vorgenommen worden sei und bei dem das Schiff um 5,30 Meter verlängert worden sei.
1986 wechselte das Schiff, so Schubert, erneut seinen Namen. Bis 1989 sei es dann für Bärbel Türke und André Budras als Fürst Bismarck gefahren. 1989/90 seien die Aufbauten des Schiffes verändert worden. Danach sei es als Spree-Lady bei der Reederei Riedel im Einsatz gewesen, von 1993 bis 1998 in Halle an der Saale, davor und danach in Berlin. Die Zahl der Fahrgäste war laut Schubert im Jahr 2000 auf höchstens 195 beschränkt. Im Jahr 2007 ergänzten Dieter und Helga Schubert noch, der letzte Umbau habe in Genthin stattgefunden.
Das Schiff ist laut Schubert 29,6 Meter lang und 5,6 Meter breit, hat einen Tiefgang von 1,1 Metern und eine 220-PS-Maschine.
Im Binnenschifferforum wurde mitgeteilt, dass die Spree-Lady seit mindestens 2018 nicht mehr als Fahrgastschiff genutzt wird.